# Estrutura hiperfina
O termo estrutura hiperfina refere-se ao conjunto de efeitos que provocam certos deslocamentos e separações dos níveis de energia de átomos, moléculas e íons. O termo é uma referência à estrutura fina que também altera os níveis de energia, mas em uma ordem consideravelmente maior que a estrutura hiperfina.
A estrutura fina resulta da interação do momento magnético associado ao spin de um elétron com o seu próprio momento angular orbital, enquanto a estrutura hiperfina produz deslocamentos associados à interação do momento magnético do núcleo com o momento magnético dos elétrons. Ambos efeitos costumam ser tratados por métodos perturbativos em mecânica quântica.